# The Fratellis
The Fratellis — британський інді-рок-гурт із Ґлазґо, Шотландія.

## Біографія

### Ранні роки
The Fratellis вперше зіграли 4 березня 2005 року в барі O'Henry в Ґлазґо. Є багато версій того, як зустрілися учасники групи The Fratellis. Одна з них, наприклад, каже, що Джон, Баррі і Гордон познайомилися, розміщуючи рекламні оголошення в музичних магазинах.
Але насправді можна сказати, що заснував групу барабанщик і бек-вокаліст Гордон, який розмістив оголошення про те, що шукає учасників для нової групи.
В результаті цього до нього приєдналися Баррі Уеллес (бас-гітара) і Джон Лоулер (вокал, гітара).
Щодо назви групи є кілька основних версій. Слово «fratelli» в перекладі з італійської означає «брати», отже, слово «fratellis» (з доданим англійським закінченням «s») можна розглянути як натяк на хороші дружні відносини між учасниками. Деякі стверджували, що назва запозичена з фільму Річарда Доннера 1985 року "Бовдури" ("The Goonies"), проте, сама група спростувала подібні чутки в прямому ефірі на «BBC Radio 2» в шоу Джонатана Росса 9 вересня 2006 року. Трохи пізніше група все ж повідомила, що назву вони вирішили взяти від дошлюбного прізвища матері басиста Баррі. Всі троє учасників взяли це прізвище як псевдонім. Гордон до того ж вирішив змінити собі ім'я, назвавши себе Мінс.
Крім несправжнього прізвища, учасники створили собі і придумані біографії. Багато груп (серед них і The Fratellis) повністю сформували свій образ і стиль, щоб привернути більше уваги, домогтися визнання у слухачів.
«New Musical Express» в одному зі своїх номерів присвятив The Fratellis статтю і передбачив, що вони повинні стати найкращим гуртом Великої Британії, що, власне кажучи, і збулося 14 лютого 2007, коли група виграла звання «Найкращий британський прорив року».
У жовтні 2006 року The Fratellis стали хедлайнерами «02 NME Rock'n'Roll Riot Tour». У минулі роки подібної честі удостоювалися Razorlight і Kaiser Chiefs.
«Це дуже круто! Я відчуваю себе котом, який дістався до банки з вершками - ніяк не можу позбутися задоволеної посмішки на своїй фізіономії!» - так сказав про успіх гурту соліст Джон Фрателлі.

## Дискографія
- 2006 — Costello Music
- 2008 — Here We Stand
- 2013 — We Need Medicine
- 2015 — Eyes Wide, Tongue Tied

## Цікаві факти
- The Fratellis відмовились заспівати для Девіда Бекхема.
- Пісня «Chelsea Dagger» звучить після кожного разу, як хокейна команда Чикаго Блекгокс забиває шайбу, а також після кожного голу в домашніх матчах футбольної команди «Ювентус».